# Drymarchon couperi
Drymarchon couperi – gatunek niejadowitego węża z rodziny połozowatych (Colubridae), naturalny dla południowo-wschodniej części Stanów Zjednoczonych. Jest odnotowany jako najdłuższy rodzimy gatunek USA.
Epitet gatunkowy couperi nadany został dla uczczenia pamięci Jamesa Hamiltona Coupera.

## Budowa ciała
Drymarchon couperi posiada niebiesko-czarne łuski grzbietowe i boczne, przy czym niektóre okazy posiadają czerwono-pomarańczowy kolor opalenizny na szyi, policzków i podbródka. Błyszczące łuski brzuszne opalizują i mogą być postrzegane w jasnym świetle jako czarniawo-fioletowe.
Jest opisywany jako najdłuższy rodzimy gatunek USA, a jego najdłuższy odnotowany okaz mierzył 2,8 metra długości. W przeciwieństwie do wielu innych węży, dojrzały samiec Drymarchon couperi jest nieco większy niż samica. Typowy dorosły samiec mierzy 1,2–2,36 metra, ze średnią określoną na 1,58 metra oraz masą 0,72–4,5 kg, ze średnią 2,2 kg. Tymczasem dorosła samica mierzy około 1,1–2 metrów, ze średnią 1,38 metra oraz masą 0,55–2,7 kg, ze średnią 1,5 kg.

## Pożywienie
Drymarchon couperi znany jest jako doskonały łowca, jego łupem staje się każdy kręgowiec, którego wąż ten jest w stanie pokonać. W skład ich diety w środowisku naturalnym wchodzą ryby, płazy, gady (w tym silnie jadowite węże z rodzajów Crotalus i Sistrurus), ptaki i ich jaja, a także małe ssaki. Podobnie jak inni przedstawiciele rodzaju Drymarchon ma skłonności do kanibalizmu. Swoje ofiary unieruchamia silnymi szczękami i połyka je żywe.

## Rozmnażanie
Węże z gatunku Drymarchon couperi dojrzałość płciową osiągają między 3 a 4 rokiem życia (samce mogą dojrzewać nieco wcześniej). W środowisku naturalnym kopulacje poprzedzone są rytualnymi walkami samców. Kopulacje mogą trwać od ok. 10 minut do nawet kilku godzin. Po zapłodnieniu samica składa od 4 do 14 jaj, a odbywa się to między kwietniem a czerwcem. Miejscem złożenia jaj są m.in. nory bądź puste komory w pniach. Młode osobniki wykluwają się w sierpniu i wrześniu i mogą wówczas mierzyć ok. 40–60 cm długości.

## Inne zachowania
Gatunek ten charakteryzuje się wysoką odpornością na jad węży występujących na obszarze jego występowania. Odnotowano również przypadki, gdy wąż z tego gatunku symulował śmierć w celach obronnych.